# Szendrődi Ildikó
Kővári Károlyné Szendrődi Ildikó (Budapest, 1930. május 8. – Budapest, 2022. szeptember 29.) magyar síelő, edző. 102-szeres magyar bajnok.

## Élete
Sportcsaládba született, édesapja, Szendrődi (Szeiler) Nándor volt edzője édesanyjának, aki tornászként, Szeilerné Himfy Aranka néven vett részt az 1928. évi nyári olimpiai játékokon Amszterdamban. Sífutásban, lesiklásban, műlesiklásban, alpesi váltóversenyben és járőrversenyben is sorra nyerte a magyar bajnoki aranyérmeket. Szendrődi Ildikó háromévesen kezdett síelni.
Alpesi sízésben 1947–1972-ig 25 éven át sokszoros ifjúsági és felnőtt magyar bajnok volt, megszámlálhatatlan verseny győztese. Lesiklásban 14, műlesiklásban 17, óriás-műlesiklásban 18, alpesi összetettben 15, így összesen 64 egyéni felnőtt magyar bajnokságot nyert, és 38-szor volt bajnokcsapat tagja. Két téli olimpián is képviselhette a magyar színeket.
A BKV Előre sportolójaként az érettségi után a Közlekedési Minisztériumban gyors- és gépíró volt. 1958-ban edzői és testnevelői diplomát szerzett a Testnevelési Főiskolán. 1959-től, harminc éven át a főiskola oktatója volt, sok sítábort szervezett és több ezer fiatallal szerettette meg a sísportot.
A sípályákat egészen 82 éves koráig látogatta, 2012-ben csatolt lécet utoljára, de a magyar sízők szereplését élénk figyelemmel követi a mai napig.
102 magyar bajnoki címével Kőváriné Szendrődi Ildikó hazai csúcstartó, az 1950-es évektől 20 éven át őrizte veretlenségét. Elmondása szerint a legkedvesebb az 1947-ben nyert csapatarany, amelyet édesanyjával és Aranka testvérével együtt nyert meg.
Férje Kővári Károly (mesteredző), leányuk, Enikő és unokái is „éremgyűjtők” voltak, az összes egyéni és csapatbajnokságuk megközelíti a kétszázat.

## Klubjai
A BBTE (1944–1947), majd annak 1948-as megszüntetése után a BKV Előre színeiben versenyzett (1948-tól 1972-ig), és később ott volt edző (1947–1990). 1990-ben néhány korábbi klubtársával újra alakították a BBTE síszakosztályát, amely a 90-es években az alpesi versenyszámokban jelentős eredményeket ért el. A szakosztályt 2006-ig vezette.

## Nemzetközi eredményei
- 1949. Spindleruv Mlyn, egyetemi VB: Lesiklás 2. helyezés, műlesiklás 7. helyezés, összetett 5. helyezés.
- 1951. Brassópojána, egyetemi VB: óriás-műlesiklás 2. helyezés, műlesiklás 3. helyezés, alpesi összetett: 6. helyezés.
- 1952. Oslo, OLIMPIA és VB: Műlesiklás 30. helyezés, lesiklás 32. helyezés, óriás-műlesiklás 37. helyezés.
- 1952 Are, VB.: Műlesiklás 26. helyezés lesiklás 30. helyezés, óriás-műlesiklás 30. helyezés. Alpesi összetett 26. helyezés.
- 1964. Innsbruck OLIMPIA és VB: Műlesiklás 26. helyezés, óriás-műlesiklás 41. helyezés, lesiklás 43. helyezés. Alpesi összetett 19. helyezés.

## Könyve
- Sí ABC. (Kővári Károllyal) Budapest, 1965. Sport Lap- és Könyvkiadó. (2. kiad. 1969, 3. kiad. 1974 ISBN 963253204X)

## Díjak, elismerések
- Életműdíj a magyar sísportért (2015)